# Zekkeishoku
Zekkeishoku (絶景色; Пейзаж) — первый полноформатный студийный альбом японской рок-группы Alice Nine, выпущенный 26 апреля 2006 года. Альбом имеет обычное издание и ограниченное, в котором имеется DVD с клипом на песню «Fantasy».

## Список композиций
1. Corona (光環) - 5:11
2. Velvet (ヴェルヴェット) - 5:15
3. Fantasy;- 5:27
4. 3.2.1.REAL -SE- - 1:09
5. Haru, Sakura no Koro (春、さくらの頃; Spring, the Time of Cherry Blossoms) - 5:01
6. Dead School Screaming - 3:49
7. Kokkai no Kurage -Instrumental- (黒海の海月; Jelly Fish of the Black Sea) - 1:08
8. Jelly Fish - 5:37
9. World End Anthology (ワールドエンドアンソロジー) - 3:50
10. Q. («Question») - 2:48
11. Kowloon Nine Heads Rodeo Show (九龍; Коулун) - 4:38
12. Armor Ring - 7:23

### DVD
1. Fantasy PV